# Kristotomus punctatus
Kristotomus punctatus är en stekelart som beskrevs av Gupta 1990. Kristotomus punctatus ingår i släktet Kristotomus och familjen brokparasitsteklar. Inga underarter finns listade i Catalogue of Life.